# Sepia latimanus
Sepia latimanus là một loài mực nang phân phối rộng rãi từ biển Andaman, phía đông đến Fiji, và phía nam tới miền bắc Australia. Nó là loài mực nang phổ biến nhất trên các rạn san hô, sống ở độ sâu lên đến 30 m.
Các loại mẫu vật được thu thập ở New Guinea và được gửi tại Muséum National d'Histoire Naturelle (Bảo tàng quốc gia lịch sử tự nhiên) tại Paris. 